# Богодуховка (Павлодарская область)
Богодуховка (каз. Богодуховка) — упразднённое село в Щербактинском районе Павлодарской области Казахстана. Входило в состав Красиловского сельского округа. Ликвидировано в 2005 г.

## Население
В 1989 году население села составляло 140 человек. По данным переписи 1999 года в селе проживало 73 человека (41 мужчина и 32 женщины).